# Robert P. Gale

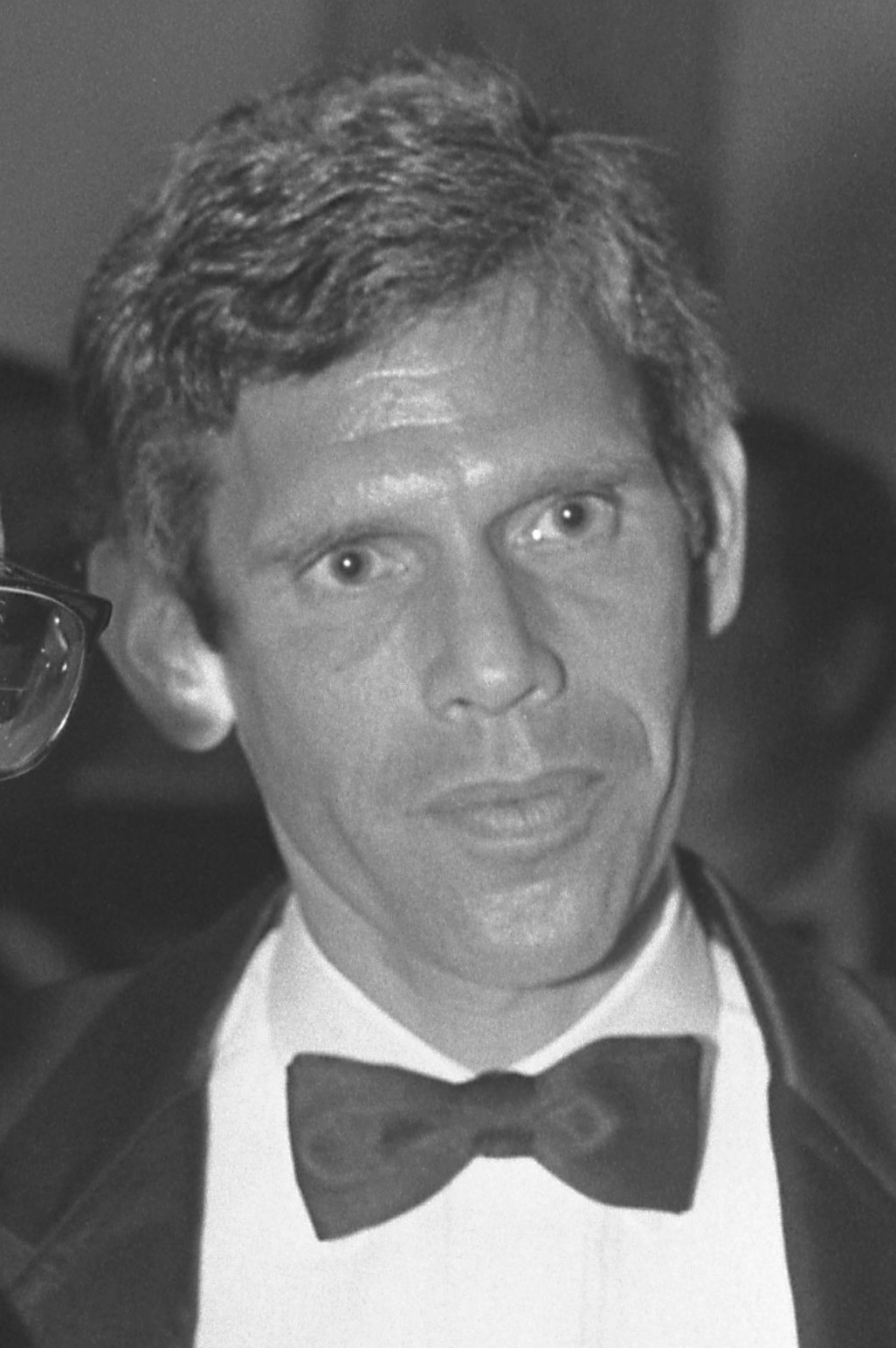
Robert P. Gale (1986)

Robert Peter Gale (* 1945 in New York) ist ein US-amerikanischer Arzt und international anerkannter Spezialist für Strahlenkrankheiten. Der mehrfach ausgezeichnete Spezialist für Leukämie und andere Knochenmarkserkrankungen koordinierte 1986 mit Genehmigung der sowjetischen Regierung die medizinische Versorgung und die Untersuchung der Folgen der Katastrophe von Tschernobyl. Er lehrt in Los Angeles und London und ist beteiligt an der Entwicklung von Krebsmedikamenten.

## Ausbildung
Robert Gale studierte Biologie und Chemie am Hobart College und schloss 1966 an der State University of New York im Fach Medizin ab. 1976 erwarb er einen Ph.D. in Mikrobiologie und Immunologie an der University of California at Los Angeles. Seine Tätigkeit als Postdoktorand wurde vom U.S. National Institutes of Health (NIH) und der Leukemia Society of America gefördert, er war dabei Bogart-Fellow und -Scholar.

## Tätigkeiten

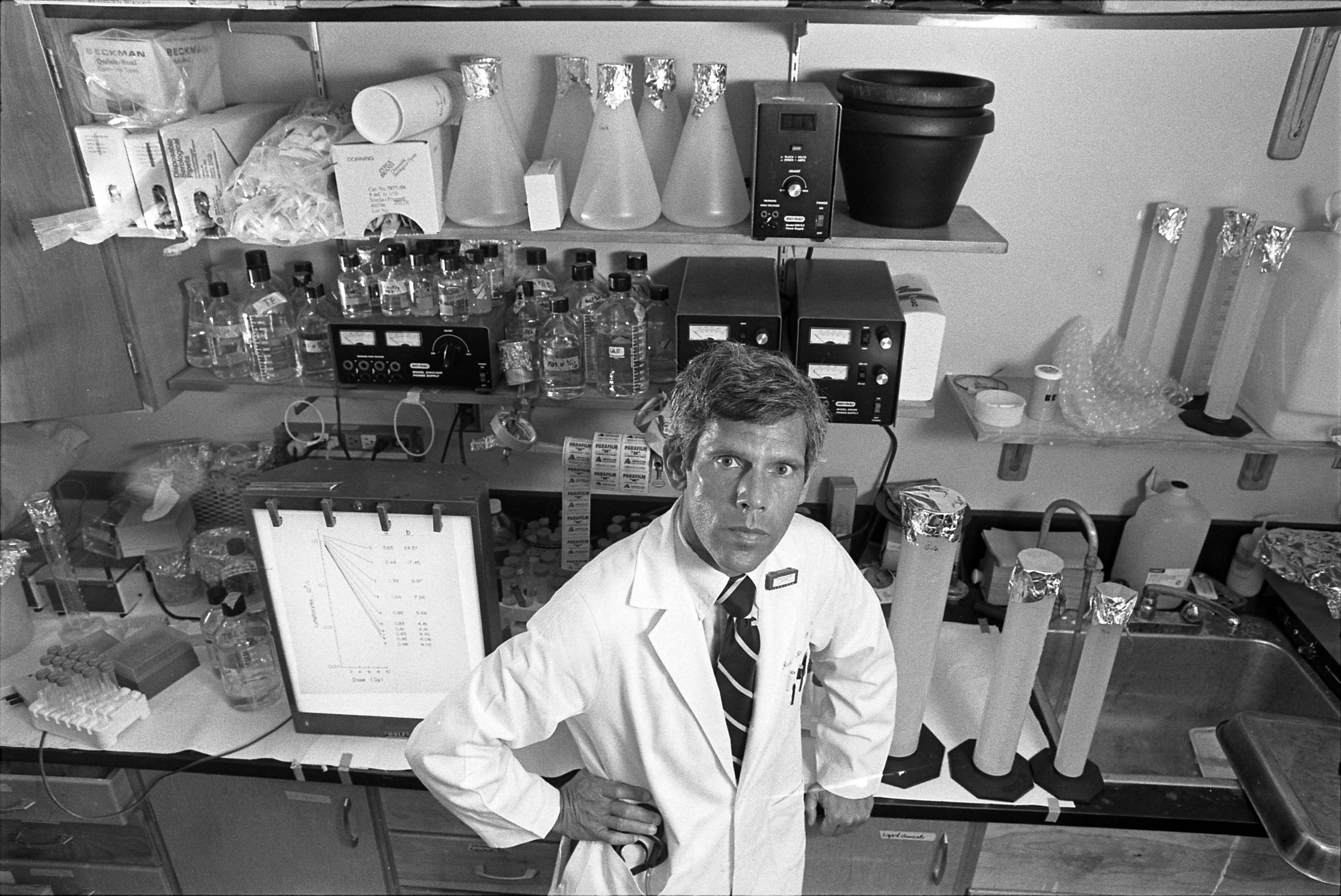
Gale in seinem Labor im UCLA Medical Center (1988)

Von 1973 bis 1993 arbeitete Gale an der UCLA School of Medicine und konzentrierte sich auf das Thema Molekularbiologie. Er entwickelte ein Programm zur Knochenmarkspende und baute dies auch in der internationalen Medizin an führender Stelle aus. Mit John Liebeskind arbeitete er zudem an psychologischen Themen.
Wenige Tage nach der Nuklearkatastrophe von Tschernobyl boten Robert P. Gale, Richard E. Champlin, Paul Terasaki und Yair Reisner ihre Hilfe an. Im Frühjahr 1986 führten nach Vermittlung durch Armand Hammer im Moskauer Krankenhaus Nummer 6 in Zusammenarbeit mit sowjetischen Hämatologen Knochenmarktransplantationen an Strahlenopfern aus Tschernobyl zur Behandlung der das Blut schädigenden Strahlenkrankheit durch, allerdings mit nur mäßigen Heilerfolgen.
Neben seiner Beteiligung an der Koordination der medizinischen Hilfe in Tschernobyl war er 1987 beim Goiânia-Unfall in Brasilien tätig sowie 1988 im amerikanischen Regierungsauftrag bei einem Erdbeben in Armenien. 1999 behandelte er im Auftrag der japanischen Regierung Opfer des Nuklearunfalls von Tōkaimura.
Gale hat über 800 Veröffentlichungen und mehr als 20 Bücher geschrieben. Interviews und Zeitungsartikel wurden in der New York Times, Los Angeles Times, Washington Post, USA Today, in Der Spiegel und dem Wall Street Journal veröffentlicht. Er war an mehreren Filmdrehbüchern beteiligt, unter anderem für Tschernobyl – Die letzte Warnung (1991) sowie Die Schattenmacher (1989) und Stadt der Freude (1992) mit Patrick Swayze.

## Auszeichnungen
- Presidential Award, New York Academy of Sciences
- Scientist of Distinction Award, Weizmann Institute of Science
- Distinguished Alumni Award from Hobart College and Intra-Science Research Foundation Award

Er erhielt Ehrendoktorate vom Albany Medical College, L.H.D. des Hobart College und D.P.S. des MacMurray College. Mit dem Emmy wurden seine Beiträge zu einem 60-Minutes-Beitrag zu Tschernobyl ausgezeichnet, in der Bundesrepublik erhielt er den Bambi 1986 als „Mann des Jahres“.
Für seine humanitären Aktivitäten erhielt er unter anderem den Olender Peace Prize, den City of Los Angeles Humanitarian Award und den Myasthenia Gravis Foundation Humanitarian Award.

## Haltung zu den Risiken der Kernenergie
Gale hält die Gesundheitsrisiken durch die Nuklearkatastrophe von Fukushima für relativ gering. Dies begründet er unter anderem damit, dass die von ihm 1986 nach der Katastrophe von Tschernobyl vorgenommenen Prognosen zur Anzahl von Krebsfällen und Behinderungen bei Neugeborenen sich 1988 als zu hoch herausstellten. Außerdem sei es in Japan im Gegensatz zur Ukraine bereits gelungen, den Verzehr von kontaminierter Milch und Milchprodukten zu unterbinden sowie Jodtabletten zu verteilen und damit den in der Ukraine weitverbreiteten Schilddrüsenkrebs bei Kindern und Jugendlichen zu vermeiden. Im Vergleich zu den psychischen Folgen seien die Folgen der Strahlung der Katastrophe von Tschernobyl für die menschliche Gesundheit weitaus weniger drastisch gewesen.
Gale wurde 2011 von der japanischen Regierung als Berater eingesetzt. 2011 wie 1986 kritisierte er in Interviews und Namensartikeln in deutschsprachigen Zeitungen die seiner Ansicht nach überzogene Angst der Deutschen vor der Kernenergie.
Er vergleicht deren Risiken mit den Risiken der Nutzung fossiler Energien und gibt zum Beispiel an, es würden schon beim Kohlebergbau 10.000 Menschen jährlich sterben. Auch bei der Herstellung von Solarkraftwerken werde Radioaktivität in die Umwelt freigesetzt. Er meint zu den Unfällen von Fukushima:

„Die am schwersten wiegenden Langzeitfolgen eines Atomunfalls sind meist nicht medizinischer, sondern politischer, ökonomischer und psychologischer Natur. Deshalb sollte die deutsche Reaktion auf Fukushima nicht nur von Emotionen bestimmt sein, sondern rücksichtsvoll und bedacht ausfallen.“

## Persönliches
Gale ist verheiratet, hat sechs Kinder und lebt in Los Angeles, Kalifornien. Er treibt viel Sport und ist unter anderem aktiver Marathonläufer. Er gehört zu den Unterstützern des United Jewish Appeal, einer Dachorganisation jüdischer philanthropischer Organisationen in den USA.